# Dysstroma pythonissata
Dysstroma pythonissata là một loài bướm đêm trong họ Geometridae.